# Neurolue
 Con neurolue o neurosifilide viene descritta una serie di caratteristici sintomi psichiatrici o neurologici che possono manifestarsi negli esseri umani a seguito di una sifilide non trattata o non guarita (sifilide terziaria), con un periodo di latenza variabile da anni a decenni. Nella fase avanzata della neurolue, il 2-5% degli individui affetti sviluppa una paralisi progressiva, dalla quale sono colpiti prevalentemente gli uomini rispetto alle donne. La paralisi progressiva è associata solitamente ad una tabe dorsale (perdita delle funzioni del midollo spinale) e in seguito demenza. Per la diagnosi di neurolue, è fondamentale la diagnosi del liquido cefalorachidiano.

## Generalità
La neurosifilide non è una malattia indipendente, ma una possibile forma del cosiddetto stadio terziario (stadio III, o "stadio avanzato") della sifilide (lue). Nella letteratura più recente, viene anche classificata come stadio IV indipendente.
Nella neurosifilide si verifica un progressivo deterioramento del tessuto nervoso (atrofia) a livello cerebrale o nel midollo spinale. Possibili conseguenze della riduzione del tessuto cerebrale sono: modifiche nel comportamento fino alla demenza, idee deliranti (classicamente "megalomania", ovvero idee di grandezza), convulsioni simili a raptus ed allucinazioni. Il danno sifilitico al midollo spinale spesso causa disturbi dell'andatura (atassia) e dolori trafittivi.
Dall'avvento di antibiotici efficaci, la neurolue si sviluppa raramente nelle nazioni industrializzate occidentali, poiché la maggior parte degli affetti da sifilide vengono curati in uno stadio precedente. Più comunemente si può trovare nei paesi in via di sviluppo e nei paesi di recente industrializzazione, dove l'assistenza sanitaria è spesso inadeguata.
La sifilide stessa, in quanto causa dei sintomi della neurolue, è curabile anche in questa fase avanzata. Tuttavia, sono presenti alcuni fattori che limitano il successo di tale terapia: la barriera emato-encefalica, che è attraversata in maniera efficace solo da pochi antibiotici ed il fatto che il tessuto nervoso già distrutto non può più essere rigenerato dall'organismo umano.

## Epidemiologia
Prima dell'introduzione della terapia antibiotica, la neurosifilide era una complicanza molto comune della sifilide. Circa il 25-30% dei pazienti con sifilide, sviluppava in seguito una neurolue. Di questi pazienti, circa un terzo presentava una forma asintomatica o una tabe dorsale e circa il 10% una paralisi progressiva o sifilide cerebrospinale. La percentuale rimanente era suddivisa tra le forme più rare di neurosifilide.

## Diagnosi
In caso di neurosifilide, oltre alla pleocitosi linfocitaria, sono presenti nel liquido cefalorachidiano anche anticorpi IgG.

## Paralisi progressiva
La paralisi progressiva è diventata rara, grazie alle buone possibilità di trattamento della sifilide disponibili attualmente.
Essa è caratterizzata dall'insorgenza di demenza progressiva e sono tipici i sintomi psicotici come deliri, in particolare i deliri di grandiosità e disturbi della personalità. Un importante segno clinico è il segno di Argyll-Robertson, rappresentato da rigidità pupillare riflessa, che si accompagna ad una reazione di convergenza oculare spesso eccessiva.
Nella fase finale della paralisi progressiva, il paziente necessita di cure assistenziali.

## La paralisi progressiva nella storia della neurologia
La sifilide è una malattia nota fin dal Medioevo. Diverse descrizioni mostrano verso la fine del XVIII secolo, un'aumentata insorgenza di paralisi progressiva come patologia cerebrale. All'inizio del XIX secolo, ne avrebbero sofferto fino al 10% degli istituzionalizzati e verso la fine del XIX secolo più del 20%.
I sintomi della paralisi progressiva furono descritti nel 1822 dal medico francese Antoine Laurent Bayle ed associati a specifici cambiamenti a livello cerebrale. La causa sifilitica della paralisi progressiva fu riconosciuta nel 1857 da Friedrich von Esmarch e Peter Willers Jessen. Il patogeno determinante la patologia (Treponema pallidum), fu identificato solamente nel 1905 dallo zoologo Fritz Schaudinn. Nel 1906 August Paul von Wassermann inventò la sierodiagnostica. Nel 1913, il giapponese Hideyo Noguchi riuscì a rilevare dei treponemi nel cervello di pazienti paralizzati. Studi morfologici più dettagliati furono condotti, tra gli altri, da Alois Alzheimer e Franz Nissl. Un primo trattamento venne sviluppato a Vienna da Julius Wagner von Jauregg, con la terapia antimalarica. Grazie ad esso, egli ricevette il premio Nobel nel 1927. Il trattamento si basava sull'osservazione clinica che, in concomitanza di un'altra patologia infettiva, i sintomi di un sifilitico miglioravano. Wagner von Jauregg cercò dunque una malattia infettiva controllabile, trovandola inoculando il patogeno della malaria. Dagli anni '40, la sifilide è stata trattata con gli antibiotici e ciò ha permesso di prevenire l'insorgenza di paralisi progressiva.
Le scoperte sulla paralisi progressiva sono state fondamentali nella storia della psichiatria. Con esse, per la prima volta una malattia mentale veniva attribuita a cause somatiche. Ciò generò la speranza di poter spiegare ogni malattia mentale su base somatica, grazie alla ricerca sul cervello. Questa speranza non fu soddisfatta, ma la paralisi progressiva rimase un "modello di psicosi fisicamente giustificabile" secondo la dottrina del "tipo esogeno di reazione" descritta da Bonhoeffer.

## Tabe dorsale
Col progredire della malattia, può verificarsi una demielinizzazione dei cordoni posteriori del midollo spinale, fenomeno noto come tabe dorsale (dal latino tabes = "putrefazione, decadimento").

## Terapia
Le penicilline, in particolare la benzilpenicillina, sono ancora di prima scelta. Il successo della terapia deve essere verificato sierologicamente ogni trimestre, utilizzando il test VDRL.

## Altro
Lo scrittore francese Alphonse Daudet (1840-1897), sviluppò i primi segni di tabe dorsale per causa sifilitica nel 1884. Gli ultimi anni della sua vita sono stati fortemente influenzati dalla malattia, che progredì fino alla paralisi totale. Durante questo periodo scrisse la sua opera più toccante, pubblicata solo nel 1930 con il titolo provenzale La Doulou. In questa raccolta di annotazioni, Daudet analizza incessantemente la sua malattia ed i cambiamenti su se stesso e sull'ambiente che lo circondava, ad essa correlati. “Il dolore risuona nel mio scheletro […] come una voce in un appartamento privo di mobili e tende."